# Johann Wana
Johann Wana (6. prosince 1908 – 4. listopadu 1950), uváděn také jako Johann Vana nebo Johann Wanna, byl rakouský fotbalista, který nastupoval jako obránce nebo záložník.

## Hráčská kariéra
V rakouské lize hrál za Herthu Vídeň a Rapid Vídeň. V československé lize hrál za SK Viktoria Plzeň a DSV Saaz, aniž by skóroval.

### Prvoligová bilance
| Ročník              | Zápasy | Góly | Minuty | Klub              |
| ------------------- | ------ | ---- | ------ | ----------------- |
| I. liga 1928/29     | 11     | 4    | –      | ASV Hertha Wien   |
| I. liga 1929/30     | 15     | 1    | –      | ASV Hertha Wien   |
| I. liga 1930/31     | 14     | 0    | –      | SK Rapid Wien     |
| I. liga 1934/35     | –      | 0    | –      | SK Viktoria Plzeň |
| I. liga 1935/36     | 25     | 0    | 2 250  | DSV Saaz          |
| CELKEM I. ČS. LIGA  | –      | 0    | –      |                   |
| CELKEM I. RAK. LIGA | 40     | 5    | –      |                   |